# فاریا (کالیفرنیا)
فاریا (به انگلیسی: Faria) یک منطقهٔ مسکونی در ایالات متحده آمریکا است که در شهرستان ونتورا، کالیفرنیا واقع شده‌است. فاریا ۳٫۰۵ متر بالاتر از سطح دریا واقع شده‌است.